# Körtelfeber
Körtelfeber, mononukleos eller kyssjuka, är en infektionssjukdom vars främsta symtom är halsont, hög feber och svullna lymfkörtlar i hals, armhålor och ljumskar. Sjukdomen orsakas av Epstein-Barrvirus (EBV), även kallat humant herpesvirus 4, som sprids mellan människor genom direktkontakt, främst via saliv. Sjukdomen är spridd över hela världen och de flesta människor utsätts för EBV någon gång, men sjukdomen drabbar oftast ungdomar i åldern 10–25 år. Mindre barn som smittas med viruset får ofta inga sjukdomssymtom. Sjukdomen är i regel ofarlig och infektionen brukar läka ut själv. Inkubationstiden är 4–6 veckor och sjukdomen brukar vara i två till tre veckor, ibland upp mot en månad. Trötthet kan kvarstå en längre tid, ibland månader efter utläkning.
Det finns inget vaccin mot sjukdomen. Efter infektion utvecklas immunitet mot ytterligare insjuknande. Dock kan EBV liksom flera andra herpesvirus finnas kvar latent i kroppen och reaktiveras i samband med nedsatt immunförsvar.

## Symtom
- Hög feber.
- Svullna lymfkörtlar i halsen, armhålorna, ljumskarna.
- Mycket ont i halsen. Vuxna personer får dock inte alltid ont i halsen. Hos personer i tonåren ofta symtom som halsfluss med vitgrå beläggning på halsmandlarna och svullnad. På munhålans slemhinna kan det uppträda röda prickar.
- I allvarliga fall svårighet att svälja och därmed med att äta och dricka eller problem med andningen.
- Ibland blödningar i svalget.
- Svullna ögonlock.
- Ont i magen för att mjälten har svullnat (splenomegali).
- Svullen lever (hepatomegali).
- Extrem trötthet.

I sällsynta fall kan körtelfeber drabba spottkörtlarna och ge spottkörtelinflammation.

## Smittvägar
Körtelfeber orsakas av Epstein-Barrvirus vilket framför allt smittar genom saliv. På grund av dess tendens att smitta via saliv och att det är känt att kyssar är ett av de sätt som viruset kan spridas på, kallas sjukdomen på engelska bland annat kissing disease. Viruset kan även smitta via kontaktsmitta vid otillräcklig handhygien.

## Behandling
Det finns ingen särskild behandling av körtelfeber. Eftersom sjukdomen orsakas av ett virus är den inte möjlig att behandla med antibiotika. Symtomen brukar behandlas till exempel med hjälp av febernedsättande medel för att underlätta sjukdomstiden.